# Kissel (Speise)

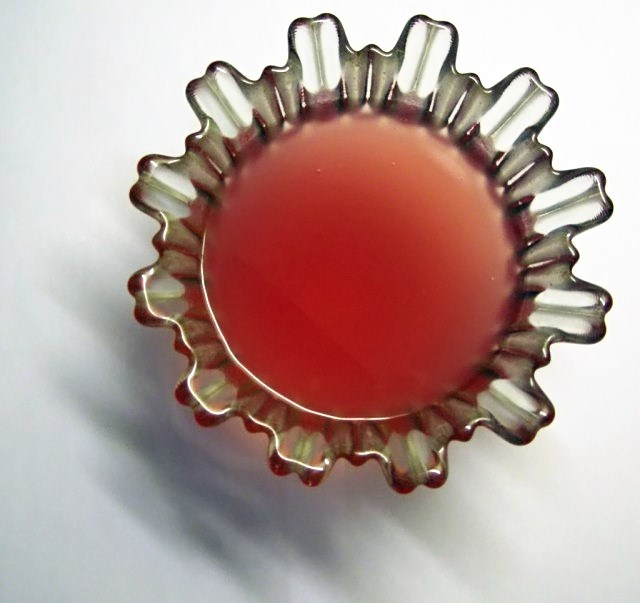
Kissel

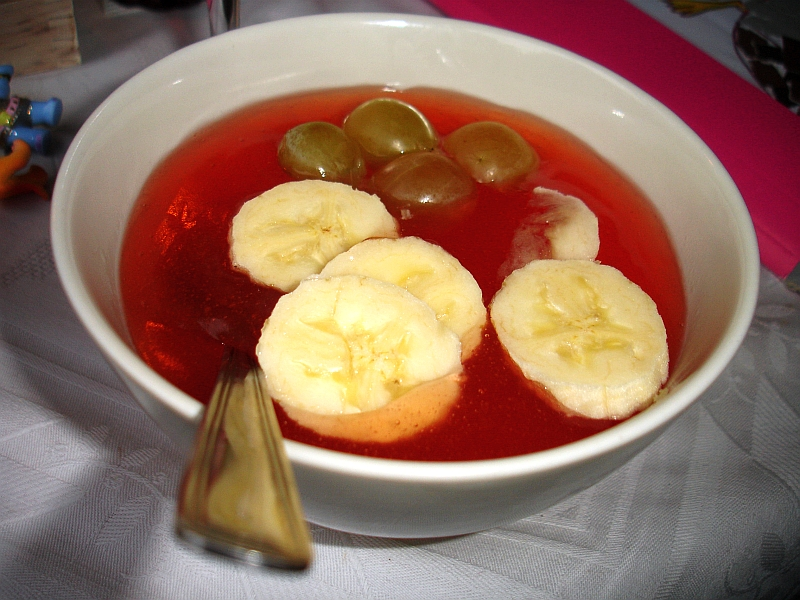
Kissel (aus Polen) als Tütengericht

Kissel (auch Kisel, Kiessel oder polnisch Kisiel; russisch кисель [kʲɪ'sʲelʲ]) ist eine polnische wie auch russische süßsaure Mehlspeise (eigentlich Stärkespeise, oft als Getränk betrachtet), die aus Fruchtsaft gekocht wird und entfernt der Roten Grütze ähnelt.
Die Speise ist außerdem in anderen europäischen Ländern wie Litauen, Ukraine und Finnland anzutreffen.
Es handelt sich um eine süße, geleeartige Nachspeise, die aus frischen und getrockneten Früchten, Beeren und Fruchtsäften hergestellt wird, sowie aus Sirup, Kompott, Milch und Kartoffelstärke bzw. Maisstärke oder aus Getreide angesetztem Gärteig (russ. зерновая закваска). Meist wird noch Zucker hinzugefügt. Kissel aus Früchten und Beeren wird meist mit Kartoffelstärke angedickt, während Kissel aus Milch und Mandeln meist mit Maisstärke hergestellt wird.
Typischerweise ist Kissel ein angedicktes Getränk, das als Nachtisch gereicht wird, vergleichbar mit einer sogenannten Kaltschale. Da es meist ohne Früchte ist, wird es üblicherweise aus Tassen oder Gläsern getrunken.

## Geschichte
Kissel ist eine typische polnische und russische Süßspeise, die sich einfach und leicht zubereiten lässt und in den Dörfern ursprünglich aus Hafer-Sauerteig bereitet wurde. Daher auch der Name Kissel, der als Wortstamm sauer bedeutet.
Die Zugabe der süßen Früchte und Beeren kam erst wesentlich später dazu, als sich die Verwendung der Kartoffel (und die Kartoffelstärke) in Russland verbreitete.
Kissel aus Hafer, Roggen oder Weizen gehören mit zu den ältesten russischen Speisen. Sie sind über 1000 Jahre alt.
In der alten russischen Nestorchronik aus dem 12. Jahrhundert wird berichtet, wie mit Kissel eine Stadt gerettet wurde:
„Das 10. Jahrhundert wurde für die Russen schwer. Es gab einen großen, andauernden Krieg mit den Nomadenvölkern, die ununterbrochen gegen die russischen Gebiete anrannten. Es geschah, dass die Petschenegen die Stadt Belgorod belagerten. Die Belagerung zog sich lange hin und in der Stadt brach eine Hungersnot aus. Man beschloss, sich besser den Petschenegen zu ergeben, als zu verhungern. Ein Alter sagte jedoch: ‚Ergebt euch nicht. Wartet noch drei Tage und tut, was ich euch sage.‘ Er ließ aus der ganzen Stadt die Reste an Hafer, Weizen und Kleie zusammentragen. Daraus wurde Kissel zubereitet. Außerdem wurde ein Honiggetränk aus verdünntem Honig zubereitet. Dann ließ der Alte zwei Brunnenlöcher graben, in das eine wurde Kissel gefüllt und in das andere Honigwasser. Am nächsten Tag empfing man eine Abordnung der Belagerer in der Stadt. Die Petschenegen wurden mit Kissel und Honigwasser bewirtet, das vor ihren Augen mit Eimern aus den "Brunnen" geschöpft wurde. Die Petschenegen waren verwundert und überzeugt, dass sich die Russen von der Erde ernährten. Nach ihrer Rückkehr berichteten sie ihrem Fürsten, was sie gesehen hatten, woraufhin der die Belagerung beendete und abzog.“

## Russische Sprichwörter
In russischen Sprichwörtern und Redewendungen wird Kissel ebenfalls erwähnt. Beispiele:
- „Mit Kissel kann man sich den Wanst nicht verderben.“ (russ. „Киселем брюха не испортишь“)
- „Wo es Kissel gibt, da setze dich, wo es Piroggen gibt, da lege dich hin (bleibe länger, lass dich nieder).“ (Weil Piroggen noch besser, nahrhafter sind.) (russ. „Где кисель, тут и сел, где пирог, тут и лег.“)
- „Sieben Meilen gegangen, um Kissel zu essen.“ (russ. „За семь вёрст киселя хлебать.“)
- „Die Maus ist nicht fröhlich, die hat sich mit Kissel überfressen.“ (russ. „Мышь не весела, объелась киселя.“) - (Deutsch etwa: "Sobald die Maus satt ist, schmeckt das Mehl bitter.")

Oft lassen sich jedoch keine passenden deutschen Entsprechungen für diese Sprichwörter und Redewendungen finden. Beispiele:
- „Kissel macht die Zähne nicht kaputt.“ (russ. „Кисель зубов не портит.“)
- „Derselbe Vorteig, aber ein anderes Kissel.“ (russ. „Та же опара, да кисель другой.“)
- „Ein Kerl, so einfältig, wie der Kissel dick ist.“ (russ. „Мужик простой, что кисель густой.“)
- „Ein Tatar hat Kissel im Traum gesehen, da gab es aber keinen Löffel. Als er mit dem Löffel schlafen ging, da sah er kein Kissel mehr.“ (russ. „Видел татарин во сне кисель, так не было ложки, лег спать с ложкой — не видал киселя.“)
- „Milchflüsse, Kisselufer.“ (Schlaraffenland) (russ. „Молочные реки, кисельные берега.“)